# Augiet
Het mineraal augiet is een vaste oplossing van de pyroxeen-groep met diopsied en hedenbergiet. Augiet is een mafisch mineraal met molecuulformule (Ca,Na)(Mg,Fe,Al)(Al,Si)2O6 en het heeft een monoklien kristalstelsel. Het komt vooral in dieptegesteente voor zoals gabbro's en basalten en in metamorfe gesteenten bij hydrothermale bronnen. De naam komt van het Griekse αὐγή, augḗ, dat helderheid betekent.
Sommige exemplaren hebben een bijzondere schittering, waar de naam vandaan komt, maar de kristallen hebben normaal gesproken een doffe donkergroene, bruine of zwarte glans. Augiet is in Nederland in riviersediment gevonden, maar in de hele wereld ook in meteorieten.

## Augiet in Nederlands riviersediment

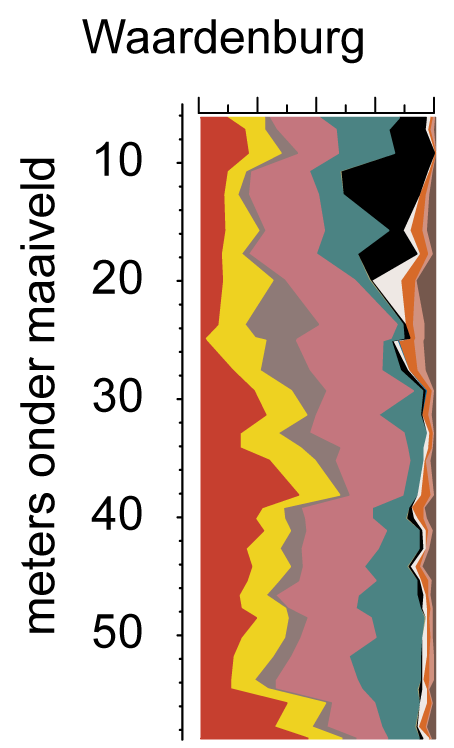
Zwaremineralen-diagram van een boring bij Waardenburg, hier in de Formatie van Kreftenheye
augiet

Augiet komt in Nederland voor in de zandfractie van riviersediment uit het Kwartair. In de zware-mineraalanalyse van de Nederlandse Rijks Geologische Dienst gedurende de tweede helft van de twintigste eeuw wordt het mineraal ingedeeld bij de zogenoemde instabiele groep en wordt het als vulkanisch mineraal beschouwd. Augiet komt in Nederlands sediment van de Rijn veel voor, soms tot meer dan de helft van de zware mineralen. Het mineraal kenmerkt de zandige sedimenten van de Formatie van Urk en Kreftenheye. Het is in vooral grofkorrelige zandafzettingen van de Rijn een belangrijk bestanddeel geworden tijdens de 'Brockentuff' of 'Selbergittuff' fase van het vulkanisme, waardoor de Eifel is ontstaan. Tuff staat hierin voor tufsteen. In Nederland wordt voor het begin van grotere hoeveelheden (>c.3%) augiet in de Formatie van Urk een ouderdom van 450.000 jaar aangehouden.

## Augiet in meteorieten
De nakhlieten, een groep van meteorieten die van Mars komen, zijn rijk aan augiet.